# Șinșilă
Șinșila, sau cincila, chinchila (Chinchilla) este un mamifer rozător care face parte din familia Lagostomidelor (Mamalia, subclasa Theria, grupa Eutheria, ordinul Rodentia, subordinul Hystricomorpha, familia Chinchiliade) și este originar din America de Sud. Este un animal de talie mică și nu măsoară mai mult de 25–30 cm, având o greutate medie, la maturitate, de 400-600 grame.
Ca înfățișare se situează între iepure și veveriță, are ochi negri, strălucitori și coadă lungă și pufoasă. Membrele anterioare prezintă cinci degete și sunt scurte, iar cele posterioare doar patru degete și sunt mai lungi. Șinșila este un animal nocturn, ierbivor, curat, liniștit, agreabil și poate trăi până la 10-15 ani. Este foarte curios.

## Specii
Au existat trei specii de șinșile: Șinșila laniger, Șinșila brevicaudata și Șinșila rex sau Șinșila regală.
Șinșila regală a dispărut complet, iar Șinșila laniger (de culoare argintie) este cea mai răspândită în crescătorii. Culoarea părului de pe spate este gri-deschis, iar pe abdomen, alb-murdar. Mutațiile genetice au dat naștere și la alte culori ale acestei specii: albă, bej, mozaic, safir, neagră.

## Creșterea șinșilei
Șinșila este un animal crescut în special pentru blana sa prețioasă, dar și pentru carne, însă în plan secundar. Datorită desimii blănii și a microclimatului specific, în blană nu găsim păduchi sau purici.
Creșterea lui nu este foarte costisitoare deoarece nu necesită spații largi, iar animalul este foarte rezistent și puțin pretențios.
Datorită caracterului său blând și a înfățișării agreabile, șinșila poate fi crescută și ca animal de companie în casă.
Șinșilele sunt animale de companie foarte populare, însă acestea necesită exerciții fizice intense și îngrijire dentară, din cauza dinților lor care continuă să crească pe toată durata vieții lor, iar din cauză că le lispește abilitatea de a transpira, acestea necesită un mediu cu temperatură controlată
Aceste animale își curăță blana instinctiv prin baile de praf special făcut din piatră ponce în care se învârt de câteva ori pe săptămână; șinșilele nu fac baie în apă.

## Mecanisme de apărare
Când se simte în pericol, șinșila își "lasă" părul, iar când este prins și speriat, împrăștie din glanda perianală un miros foarte puternic, asemănător cu cel al migdalelor prăjite. Femelele speriate se ridică pe membrele posterioare și elimină urină către atacator.
La animalele care și-au "lăsat" părul, blana se reface în aproximativ 6-8 săptămâni și ajunge la densitatea și lungimea ideală după câteva luni.

## Hrană
Principalele nutrețuri care intră în hrana mamiferului sunt fânul, concentratele, masa verde și suculentele. Deși este un animal de talie mică, tubul său digestiv măsoară 300 mm.

## Reproducere
Maturitatea sexuală apare la vârsta de 8-9 luni. Puii de șinșilă, la naștere, sunt îmbrăcați cu păr, au incisivi, ochii deschiși și sunt foarte vioi. După 4-5 zile de viață ei consumă deja mici cantități de furaje. La această specie masculii sunt mai ușori decât femelele cu 50-100 grame. Prolificitatea este de 2-3 pui la fătare. Se pot realiza 2 fătări pe an.

## Achiziționarea
Este recomandată achiziționarea unui exemplar tânăr, în vârstă de circa 2-4 luni, pentru ca acesta să se poată obișnui cu stăpânul și cu noul cămin. Pentru achiziționarea mai multor exemplare este bine de știut că masculii nu se înțeleg foarte bine, decât dacă sunt crescuți împreună. Aceeași situație se constată și în cazul femelelor, însă acestea nu prezintă instincte de teritorialitate atât de dezvoltate ca masculii.